# Foreign Policy
Foreign Policy är en amerikansk tidskrift grundad år 1970 av Samuel P. Huntington och Warren Demian Manshel, och som utkommer med sex nummer per år. Tidskriften behandlar framför allt internationell politik och ekonomi.
Sedan 2008 ägs tidskriften av ägarna till Washington Post.
Foreign Policy publicerar det årliga Globalization Index samt Failed States Index.